# Mark Lazarus
Mark Lazarus (Stepney, Inglaterra; 5 de diciembre de 1938 – 29 de julio de 2025) fue un futbolista inglés que jugó en la posición de extremo.

## Equipos
| Periodo   | Club                       | Apariciones | Goles |
| --------- | -------------------------- | ----------- | ----- |
| 1958–1960 | Leyton Orient FC           | 20          | 4     |
| 1960–1961 | QPR                        | 37          | 19    |
| 1961–1962 | Wolverhampton Wanderers FC | 9           | 3     |
| 1962–1964 | QPR                        | 81          | 28    |
| 1964–1966 | Brentford FC               | 62          | 20    |
| 1966–1967 | QPR                        | 88          | 29    |
| 1967–1969 | Crystal Palace FC          | 63          | 17    |
| 1969–1972 | Leyton Orient FC           | 82          | 14    |
| 1972–1977 | Folkestone FC              | 164         | 17    |

## Muerte
Lazarus murió el 29 de julio de 2025 a los 86 años en un hospital por una enfermedad seria.

## Logros
- Football League Third Division: 1966–67, 1969-70
- Football League Cup: 1967